# Ubuntu Cola
Ubuntu Cola — безалкогольный напиток, производимый The Fairtrade Foundation. Изготавливается из специального сахара, произведённого в Малави и Замбии. На сегодняшний день продаётся в Великобритании, Швеции, Норвегии, Дании, Финляндии, Ирландии, Бельгии, Франции, Италии и Швейцарии. Также можно купить онлайн.
Разливается по 330 мл алюминиевым банкам, 500 мл пластиковым бутылкам и по 275 мл стеклянным бутылкам.

## Название
Как и название операционной системы Ubuntu, название Ubuntu Cola происходит от южноафриканской идеологии Убунту, обозначающей «человечность по отношению к другим».